# دير ستيلا ماريس
دير ستيلا ماريس (بالعبريّة: מנזר סטלה מאריס) أو دير سيدة جبل الكرمل هو دير يتبع للرهبنة الكرملية ويقع على سفوح جبل الكرمل في حيفا، فلسطين المحتلة. تذكر التقاليد المسيحية أن الدير يضم مغارة اعتكف فيها النبي إيليا أو إلياس حسب التقاليد الشعبية حيث أن إكرام إيليا استمر في موقع المغارة وانتشر النساك في نواحي الجبل. وفي الحقبة البيزنطية عاشت جماعة من النساك في مغارة إيليا (حيث يقوم الدير الحالي) وتشهد على ذلك المخطوطات التي عثر عليها في المغارة. تذكر المصادر أن النبيَّين «إلياس» و«اليسع» علّما تلاميذهما الديانة في مدرسة الانبياء - مقام الخضر اليوم. وقد انتصر «النبي إلياس» على أعدائه الوثنيين في منطقة جبل الكرمل، في المكان المقدس المنسوب إليه، كنيسة مار إلياس.

## تاريخ الدير

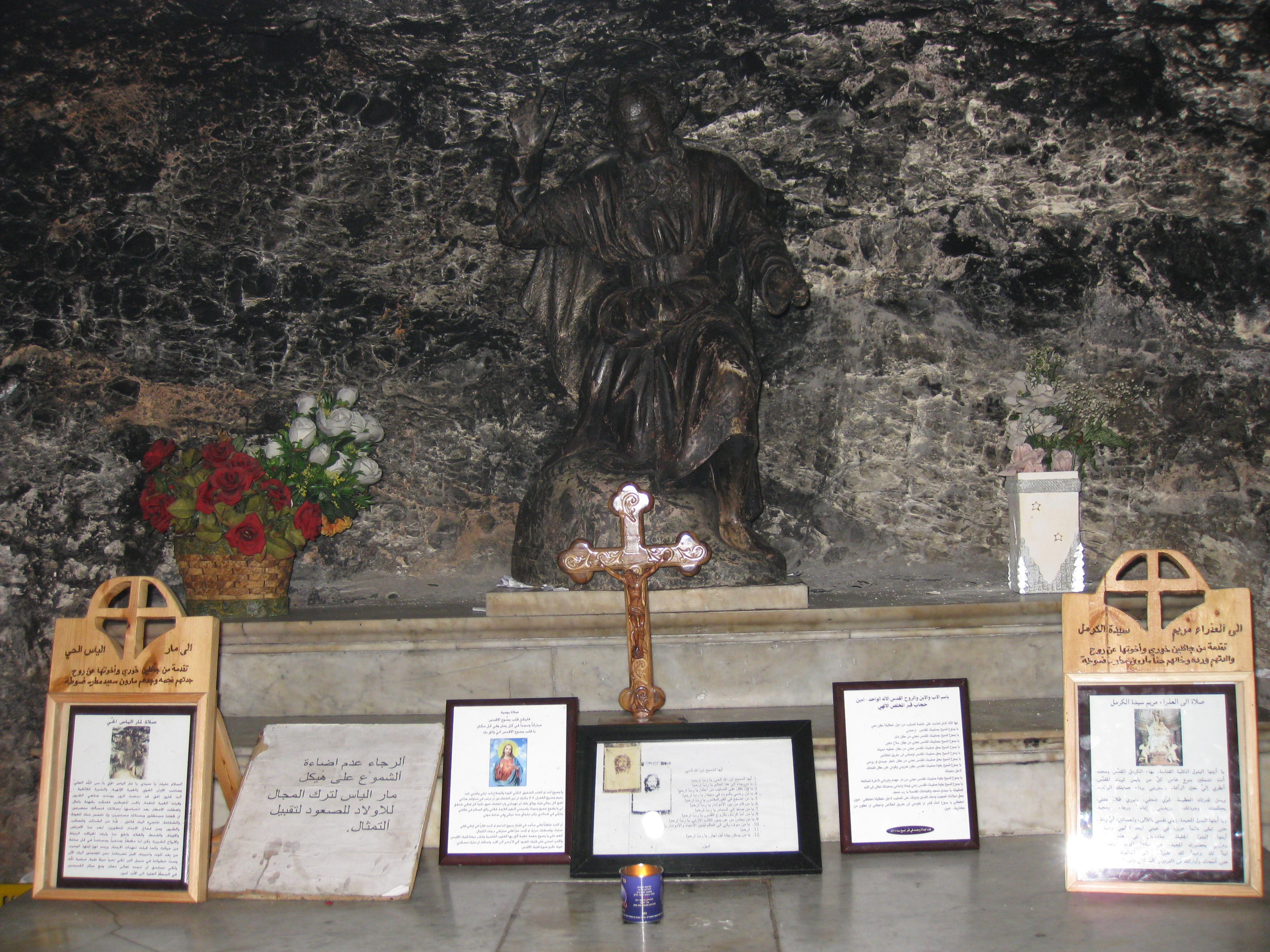
مغارة مار إلياس.

### التاريخ القديم
الرهبنة الكرملية هي رهبة تابعة للكنيسة الكاثوليكية وتستلهم إسمهما من جبل الكرمل، المكان الذي فيه أُسست الجمعية.واستقرت مجموعة من الصليبيين، في أواخر القرن الثاني عشر، على منحدرات جبل الكرمل الغربية، وكانت رغبتهم إتباع نمط حياة النبي إيليا.

### الحقبة الصليبية

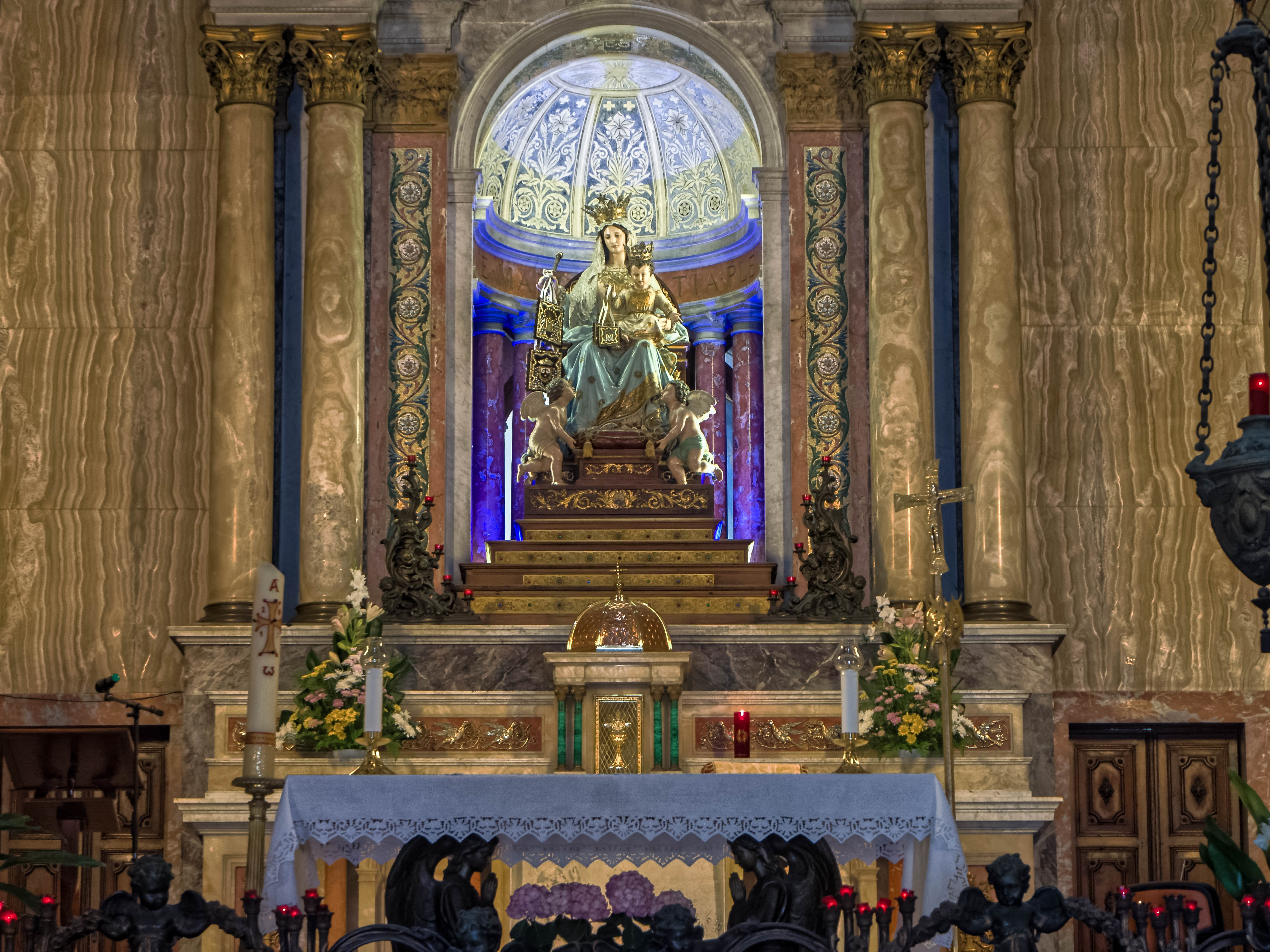
تمثال العذراء المجيدة الموضوع فوق الهيكل العلوي.

في فترة غير محددة، ما بين عام 1206- 1214 طلب رئيس الرهبان بروكاردور آنذاك، من ألبرت، بطريرك القدس ان ينص لهم قانون حياة.وهكذا تم انتماء هذه المجموعة من الرهبان التي عرفت فيما بعد بأسم «الجمعية الكرملية» إلى أبرشية القدس. بنى الناسكون آنذاك كنيسة صغيرة لهم، في وادي السياح، على بعد سبعة كيلومترات جنوب حيفا. وقد نقب آثار المكان من قِبَلْ الراهب الفرنسيسكاني «بجاتي» وهكذا عُثر على الكنيسة الأصلية.
في عام 1259، دعا لويس التاسع ملك فرنسا بعد عودته من الأراضي المقدسة ستة رهبان كرمليين من جبل الكرمل إلى فرنسا.
منذ سنة 1238 وما بعدها، بدأ الكرمليون بتأسيس أديرة في أوروبا. ولكن عند سقوط مدينة عكا عام 1291 اضطر الرهبان إلى ترك الأراضي المقدسة. عام 1631 عاد الراهب يروسيروس إلى جبل الكرمل لترميم مهد نشوء الجمعية، تحت اسم «الكرمليين الحفاة». وبهذا بنى ديراً صغيراً على قطعة ارض بجانب المنارة، حيث عاش الكرمليون حتى عام 1767، حينما أمرهم ظاهر العمر بترك المكان وهدم الدير.

### الحقبة العثمانية

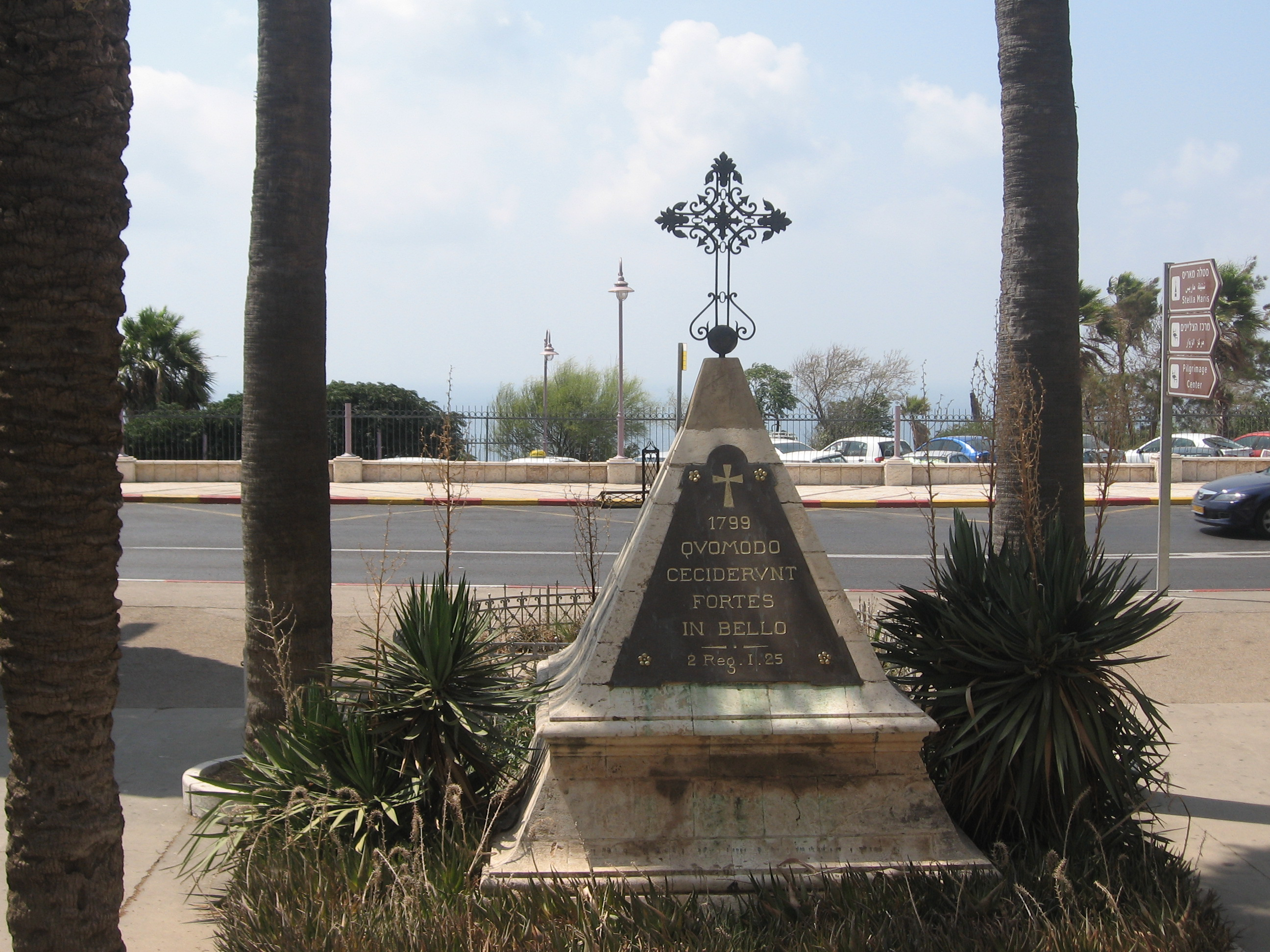
نصب تذكار الجنود الفرنسيين.

انتقل الكرمليون إلى موقعهم الحالي، حيث بنوا كنيسة كبيرة وديراً فوق مغارة معروفة «بمغارة مار إلياس». لإتمام هذا المشروع، كان عليهم ان ينظفوا المكان من أنقاض الكنيسة اليونانية التي بُنيت في العصور الوسطى والمعروفة باسم «دير القديسة مرغريت» ومن أنقاض كنيسة صغيرة وقديمة تعود إلى ما قبل الحروب الصليبية. اثناء حملة نابليون (1799)، اُصيبت كنيسة الكرمليين بدمار كبير. وقد أحضر الجنود الفرنسيون الذين أُصيبوا بالوباء إلى الدير لمعالجتهم. إلا انه عند انسحاب نابليون، قتل الأتراك الجنود الجرحى وطردوا الرهبان. وعندما سنحت للرهبان أول فرصة للعودة إلى الدير، قاموا بدفن جثث الجنود بصورة لائقة في حديقتهم، ورفعوا تذكاراً بشكل هرم فوق القبر. اما الصليب الحديدي الذي على قمة الهرم فنحته ملاحو السفينة «شاتو- رينو».
عام 1821 امر عبد الله باشا والي عكا، بهدم الكنيسة كُلياً. بعد ذلك بدأ الأخ الراهب كازيني، ببناء الكنيسة والدير من جديد، وتم تدشينها عام 1836. بعد ثلاث سنوات منح البابا غريغوريوس السادس عشر الكنيسة اسم «معبد صغير» والمعروف اليوم باسم «ستيلا مارس» (دير مار الياس). ان تمثال العذراء المجيدة الموضوع فوق الهيكل العلوي له أهمية خاصة به. فقد تم نحت رأس التمثال عام 1820 من قبل «كاراقينا من جنوا». وضِعَ الأكليل على الرأس في الفاتيكان بحضور البابا بيوس السابع، عام 1823. بعد ذلك بحوالي مئة عام تم نحت الجسد من خشب أرز لبنان على يد «اريئيدى» وبورك التمثال من قبل البابا بيوس الحادي عشر قبل إعادته إلى الأراضي المقدسة.

### الحقبة الحديثة

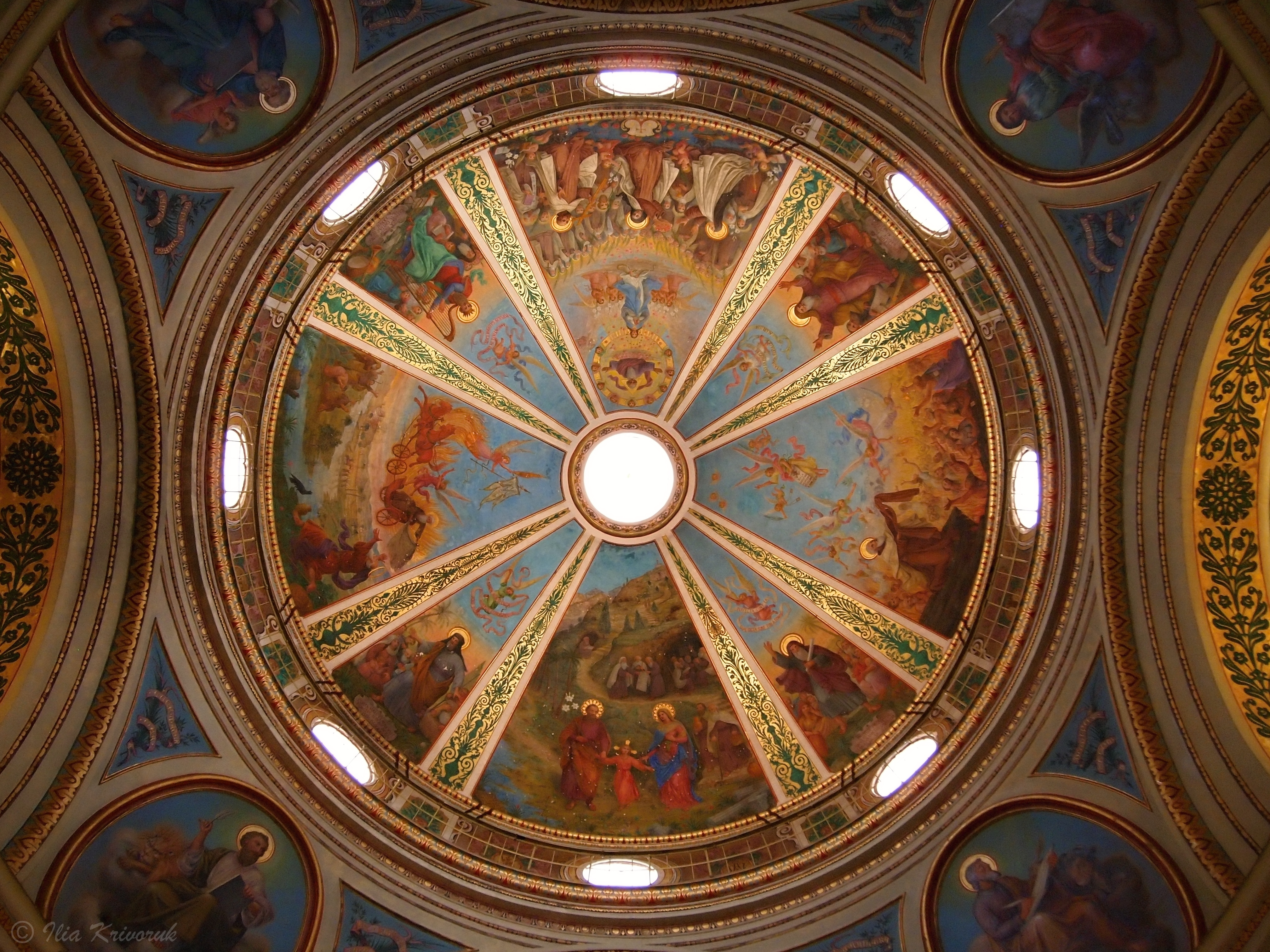
قبة الدير.

اما الرسومات الفنية التي تزين قبة الكنيسة فقد نُفذت عــلى ايدي الراهب لويس يـوجي (1924-1928). وهي تصور صوراً لإيليا وهو مرفوع على مركبة من نار، وللنبي داود وهو يعزف على قيثارته، ولقديسي الجمعية الكرملية، للأنبياء أشعياء، وحزقيال، ودانيال وللعائلة المقدسة. اما تحت هذه الصور فهنالك رسومات تعبر عن الانجيليين الأربعة. وتحت صور الانجيليين كُتبت آيتان من الكتاب المقدس واللتان تتلوان عادة في قداس «العذراء سيدة الكرمل». الشبابيك الزجاجية الملونة تصف النبي الياس في الصحراء، وارتفاعه في مركبة من نار.
وسِعَّ الدير بعد الحرب العالمية الأولى، لإستضافة المعهد العالمي لدراسة الفلسفة، التابع للجمعية، ولكن سُرعان ما أغلق بسبب نشوب الحرب عام 1939. المعهد موجود حالياً في روما، ويستضيف عدداً كبيراً من الكرمليين، من جميع أنحاء العالم لدراسة اللاهوت. أما المعهد القديم فقد تحول «لمضافة للحجاج».

## مغار مار إلياس
تقع مغارة إيليا النبي في الجزء السفلي. وقد حفرت في الصخر ويروي التقليد أن النبي كان ينام فيها. ويقال أن النبي شاهد وهو في هذه المغارة العلامة التي جعلها الله نهاية للقحط الذي أصاب المدينة من جراء العبادة الوثنية.